# Emicho (Kreuzfahrer)
Emicho, auch Emicho der Kreuzfahrer genannt (* vermutlich nach 1050 in Flonheim, heute Rheinhessen; † vermutlich im frühen 12. Jahrhundert), war ein deutscher Graf im Mittelalter und 1096 einer der Anführer des Deutschen Kreuzzugs.

## Familie
Emicho entstammte dem fränkischen Adelsgeschlecht der Emichonen, die seit dem 9. Jahrhundert – zunächst als Lehnsleute der salischen Herrscher, später erblich – die Nahegaugrafschaft innehatten. Möglicherweise war er identisch mit Nahegaugraf Emicho VI. (1076–1123), Vater des ersten Wildgrafen Emich I. (1103–1135) und des ersten Grafen von Veldenz Gerlach I. (1112–1146) sowie Großvater von Emich II. von Leiningen († vor 1138), der als Stammvater des Grafengeschlechts der Leininger gilt.

## Vorgeschichte
1095 auf der Synode von Clermont hatte Papst Urban II. für das westliche Europa zur Befreiung Jerusalems von den Muslimen den Ersten Kreuzzug proklamiert. Der von deutschem Boden aus als dessen Teil beabsichtigte Deutsche Kreuzzug wurde rasch zum Volkskreuzzug, der auch Bauernkreuzzug oder Armenkreuzzug genannt wird. Sein geistiger Vater war Peter der Einsiedler, dessen emotionale Kreuzzugspredigten sich wesentlich schneller und nachhaltiger verbreitet hatten als der offizielle Aufruf des Papstes.

## Emichos Beitrag
Nach diversen Quellen soll Emicho diese Kreuzzugspredigten um die Behauptung ergänzt haben, dass ihm Jesus Christus erschienen sei und ihm die Kaiserkrone sowie Hilfe bei der Bekehrung der europäischen Juden versprochen habe, falls er sich dem Kreuzzug anschließe. Andere Berichte sprechen davon, ein Engel habe ihm ein Kreuz auf die Brust gezeichnet und ihn zum Anführer im Kampf gegen den Antichrist ernannt. Da die Juden als Anhänger des Antichristen galten, war Emicho bemüht, sie entweder zu töten oder über die Zwangstaufe zur Konversion zu zwingen.
Im April des Jahres 1096 sammelte Emicho im Bereich des Mittelrheins eine Armee, die allerdings schlecht ausgerüstet war. Zu Beginn des angestrebten Weges nach Jerusalem erreichten Emichos Leute im Mai am Oberrhein nacheinander die Bischofsstädte Speyer, Worms und Mainz und verübten überall Pogrome an der jüdischen Bevölkerung. 
Jüdische Quellen aus dieser Zeit bezeichnen ihn deswegen als größten Feind der Juden und lasten ihm zahlreiche Gräueltaten an. Als unwahrscheinlich gilt die These, wonach Emicho von Mainz noch einmal zurück nach Köln gereist sei, um auch die dortigen Juden zu verfolgen.
Über Emicho schrieb der jüdische Chronist Salomo bar Simson unter Berufung auf Augenzeugen:

„Und er war das Haupt aller unserer Bedränger. Mit Greis und Jungfrau hatte er kein Mitleid, Kleinkind und Säugling und Kranke – keinen verschonte sein Auge. So machte er das Volk des Ewigen wie Spreu vom Dreschen, ihre Jünglinge tötete er mit dem Schwert und ihre Schwangeren spaltete er. Sie lagen außerhalb der Stadt zwei Tage lang.“

Von Südwestdeutschland aus zog Emichos Armee im Sommer 1096 an der Donau entlang flussabwärts. Weil ihnen Geld und Verpflegung ausgegangen waren, begannen die Kreuzfahrer etwa ab der ungarischen Grenze mit Plünderungen. Die Bevölkerung setzte sich jedoch zur Wehr, und viele Angehörige der geschwächten Armee wurden getötet. Im Oktober 1096 löste sich Emichos Heer schließlich auf. Die Überlebenden versuchten zumeist, sich anderen Truppen des Ersten Kreuzzugs anzuschließen.
Emicho selbst kehrte nach Hause zurück. Dort fiel er der Verachtung anheim, weil er sein Gelübde, nach Jerusalem zu ziehen, nicht erfüllt hatte. Über die Umstände seines Todes ist nichts bekannt.

## Rezeption
Der Publizist und später radikale 48er Gustav Struve verwendete 1847 Salomo bar Simeon als Quelle für sein Trauerspiel Die Verfolgung der Juden durch Emicho (Mannheim 1847).
In der Sagen-Tragödie Grabesstreiter ließ der Schweizer Arnold Ott den Kreuzfahrer Emicho doch noch bis Jerusalem gelangen und dort wüten (S. 23):
Wir standen auf, durch die Allgegenwart

Des Herrn gestärkt, und rannten an die Mauern,

Erstiegen sie, – Gottfried der Gottesstreiter

Voran und Emicho, das Kreuzschwert schwingend

Zur Sarazenenmahd – und würgten so,

Daß rot die Gassen liefen und der Strom,

Sich überwälzend in die Fluren floß

Und blutgetüncht die Kidronsbäche rannen.

Brandopfer brachten wir, die Juden äschernd.